# Megaselia konnovi
Megaselia konnovi är en tvåvingeart som beskrevs av Michailovskaya 2003. Megaselia konnovi ingår i släktet Megaselia och familjen puckelflugor. Inga underarter finns listade i Catalogue of Life.